# Astragalus fruticosus
Astragalus fruticosus es una especie de planta del género Astragalus, de la familia de las leguminosas, orden Fabales.

## Distribución
Astragalus fruticosus se distribuye por Israel, península del Sinaí, Egipto y Palestina.

## Taxonomía
Fue descrita científicamente por Forsk.. Fue publicada en Fl. Aegypt.-Arab. 139 (1775).